# Ајламорада (Флорида)
Ајламорада (енгл. Islamorada) је неинкорпорисано село у америчкој савезној држави Флорида. По попису становништва из 2010. у њему је живело 6.119 становника.

## Демографија
Према попису становништва из 2010. у граду је живело 6.119 становника, што је 727 (10,6%) становника мање него 2000. године.
| Група             | 2000.         | 2010.         |
| Белци             | 6.226 (90,9%) | 5.371 (87,8%) |
| Афроамериканци    | 31 (0,5%)     | 44 (0,7%)     |
| Азијати           | 42 (0,6%)     | 36 (0,6%)     |
| Хиспаноамериканци | 460 (6,7%)    | 589 (9,6%)    |
| Укупно            | 6.846         | 6.119         |